# Viktor Kassai

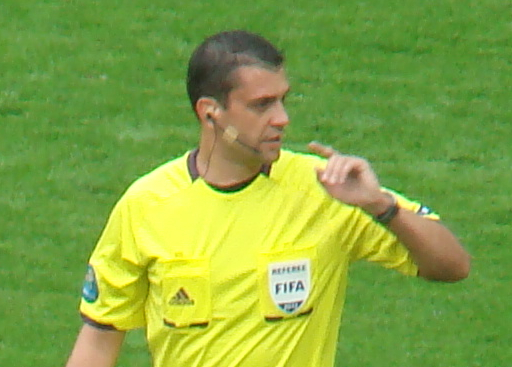
Kassai arbitrando un España-Italia de la Eurocopa 2012

Viktor Kassai (Tatabánya, Hungría 10 de septiembre de 1975) es un exárbitro de fútbol. Fue árbitro internacional del año 2003 al 2019, con su retirada del arbitraje.

## Trayectoria

### Nacional
Desde el año 1999 dirige en la NB1, la máxima división del fútbol húngaro.

### Internacional
Su primer gran torneo internacional fue el Campeonato Europeo de la UEFA Sub-19 2005 dirigiendo los partidos entre Irlanda del Norte-Grecia, Armenia-Inglaterra y la semifinal entre Serbia e Inglaterra.
Luego arbitró en la Copa Mundial de Fútbol Sub-20 de 2007 los partidos entre Brasil-Corea del Sur, Argentina-Corea del Norte y México-Congo.
En el Torneo masculino de fútbol en los Juegos Olímpicos de Pekín 2008 fue designado para impartir justicia en Argentina-Australia y la gran final entre la Selección de fútbol de Nigeria y la Selección de fútbol de Argentina.
También estuvo presente en el primer encuentro que disputaron por el repechaje Baréin y Nueva Zelanda por la clasificación para la Copa Mundial de Fútbol de 2010.
Fue uno de los árbitros que dirigieron en la Copa Mundial de Fútbol de 2010 en Sudáfrica. Pitó diversos partidos, entre ellos, dos de la fase de grupos, entre Brasil y Corea del Norte, y México contra Uruguay; el de octavos de final entre Estados Unidos y Ghana; y la semifinal entre España y Alemania.
Arbitró la final de la UEFA Chapions League 2010-2011 que enfrentaron los equipos del F.C Barcelona y el Manchester United el 28 de mayo de 2011.
Kassai fue designado por la UEFA para arbitrar en la Eurocopa 2012, haciéndolo finalmente en dos partidos.

### Después de la retirada
Tiene el Máster Ejecutivo de la UEFA para Jugadores Internacionales (UEFA MIP) por la Academia UEFA en colaboración con la Universidad de Limoges y la Universidad de Londres. Actualmente se desempeña como director técnico de árbitros de élite de la Asociación Austríaca de Fútbol.